# Ford FK 1000
Ne doit pas être confondu avec Ford FK.
 (mars 2021).
Si vous disposez d'ouvrages ou d'articles de référence ou si vous connaissez des sites web de qualité traitant du thème abordé ici, merci de compléter l'article en donnant les références utiles à sa vérifiabilité et en les liant à la section « Notes et références ».
Le Ford FK 1000/1250 est un utilitaire produit par la Ford Werke GmbH, filiale allemande du constructeur américain Ford, entre 1953 et 1965 et assemblé à l'usine Ford de Cologne. À partir de 1961, après l'arrêt de la production de camions et notamment la désastreuse série FK, il est renommé Ford Taunus Transit et devient en cela le premier véhicule utilitaire Ford à utiliser le nom de Transit qui sera repris à partir de 1963 par son successeur.
Il tire son nom de Ford Köln (Cologne) transportant 1000 kg et est équipé du moteur 1,3 litre de la Taunus. Puis en 1955, il est équipé d'un moteur de 1,5 litre de cylindrée et sa charge utile passe à 1.250 kg. 

## Historique
Le 9 mai 1945, au lendemain de la reddition inconditionnelle de la Wehrmacht allemande pendant la Seconde Guerre mondiale, la production de la société Ford-Werke AG à Cologne reprend. Ces camions sont basés sur des modèles de guerre légèrement modifiés, les V 3000 S, B 3000 S et V 3000 A, car ils étaient déjà produits avant et pendant la guerre dans les usines Ford, pour le Troisième Reich. Ces camions sont rebaptisés "Rhein" et "Ruhr".
À cette époque, ni Ford Royaume-Uni ni Ford Werke AG n'étaient des filiales à 100% de Ford Motor Company de Detroit et avant la Seconde Guerre mondiale, chaque entreprise avait son propre marché plus ou moins protégé. Jusqu'à ce que l'Allemagne nazie déclare la guerre aux États-Unis en décembre 1941. Près de la moitié des actions de Ford-Werke AG étaient détenues par des allemands, et les sites de production étrangers étaient gérés par le commissaire du Reich pour le traitement des biens hostiles - Johannes Krohn. Tout comme Ford devait également se conformer aux restrictions de type du Schell-Plan, qui ont été introduites en mars 1939 en prévision de la guerre.

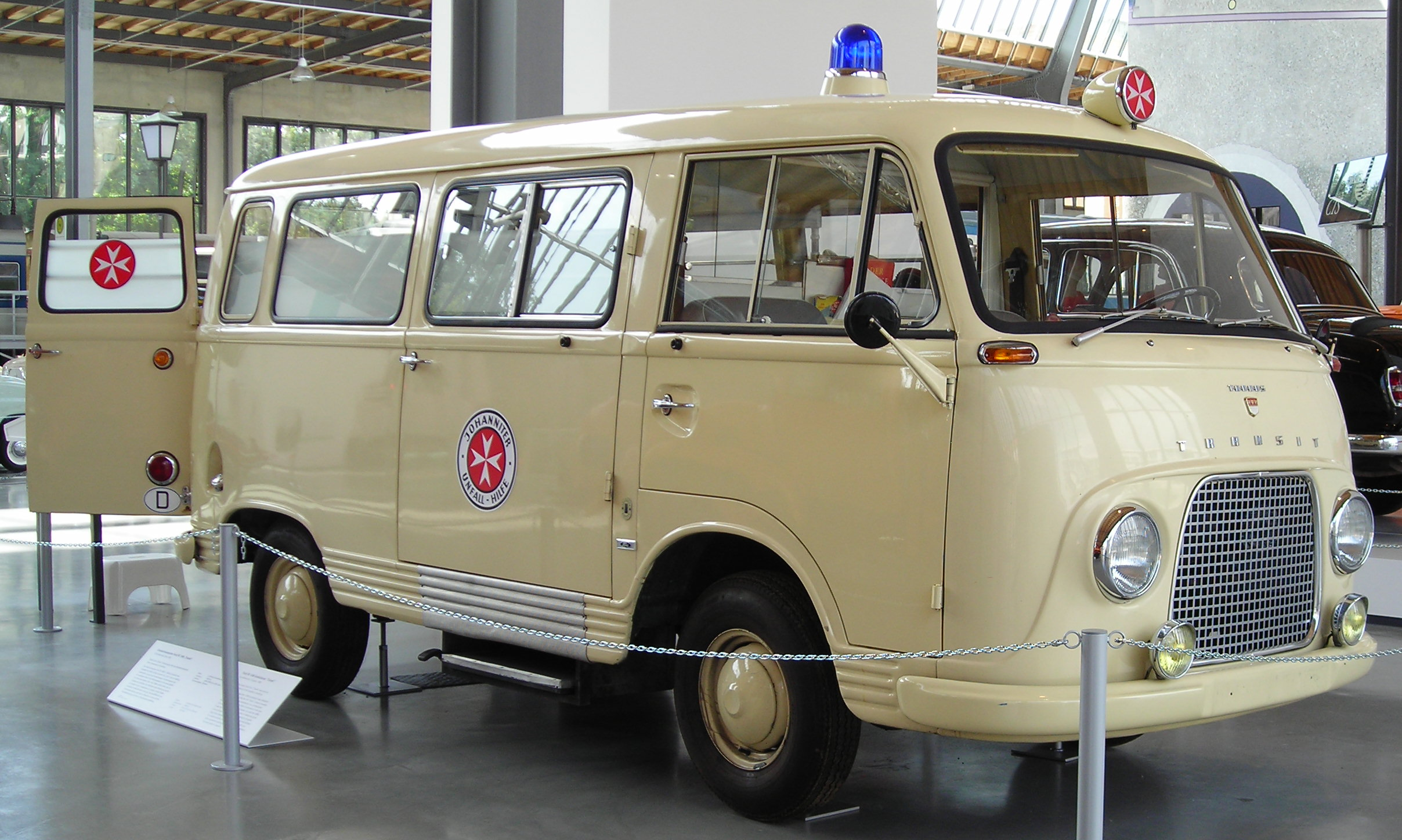
Ford FK 1000 ambulance.

Après la guerre, plusieurs frontières économiques ont été abolies et les marchés locaux n'existaient plus de la même manière qu'ils existaient auparavant. Avec cela, Ford Royaume-Uni et Ford-Werke AG sont soudainement devenues plus compétitives sur l'ensemble du continent européen que les filiales du marché local de leur société mère à Detroit.
En 1951, Ford Werke AG a lancé la série de véhicules utilitaires FK, FK pour Ford Köln, avec des petits camions de différentes tailles (FK.2000 pour 2 tonnes de charge utile, FK.3000 pour 3 tonnes de charge utile, FK.3500 pour 3,5 tonnes de charge utile, etc.). La série FK a succédé aux camions «Rhein» et «Ruhr». En 1953, la série FK a été complétée avec le fourgon léger FK.1000/1250 (charge utile de 1 tonne / 1,25 tonne), en concurrence avec le Volkswagen Type 2 (VW Bus), le DKW Type F89L Schnellaster ou le Vidal & Sohn Tempo Matador.
Comme d'habitude à l'époque dans les pays anglo-saxons, les experts marketing de Ford accordaient plus d'importance à la désignation du modèle / de la gamme qu'au label «Ford» en tant que marque. Les rumeurs selon lesquelles Ford aurait interdit à la Ford-Werke AG d'utiliser le logo Ford et auraient introduit à la place la marque Taunus n'ont jamais été confirmées. De plus, la plupart des modèles Ford britanniques n'arboraient pas le logo Ford.

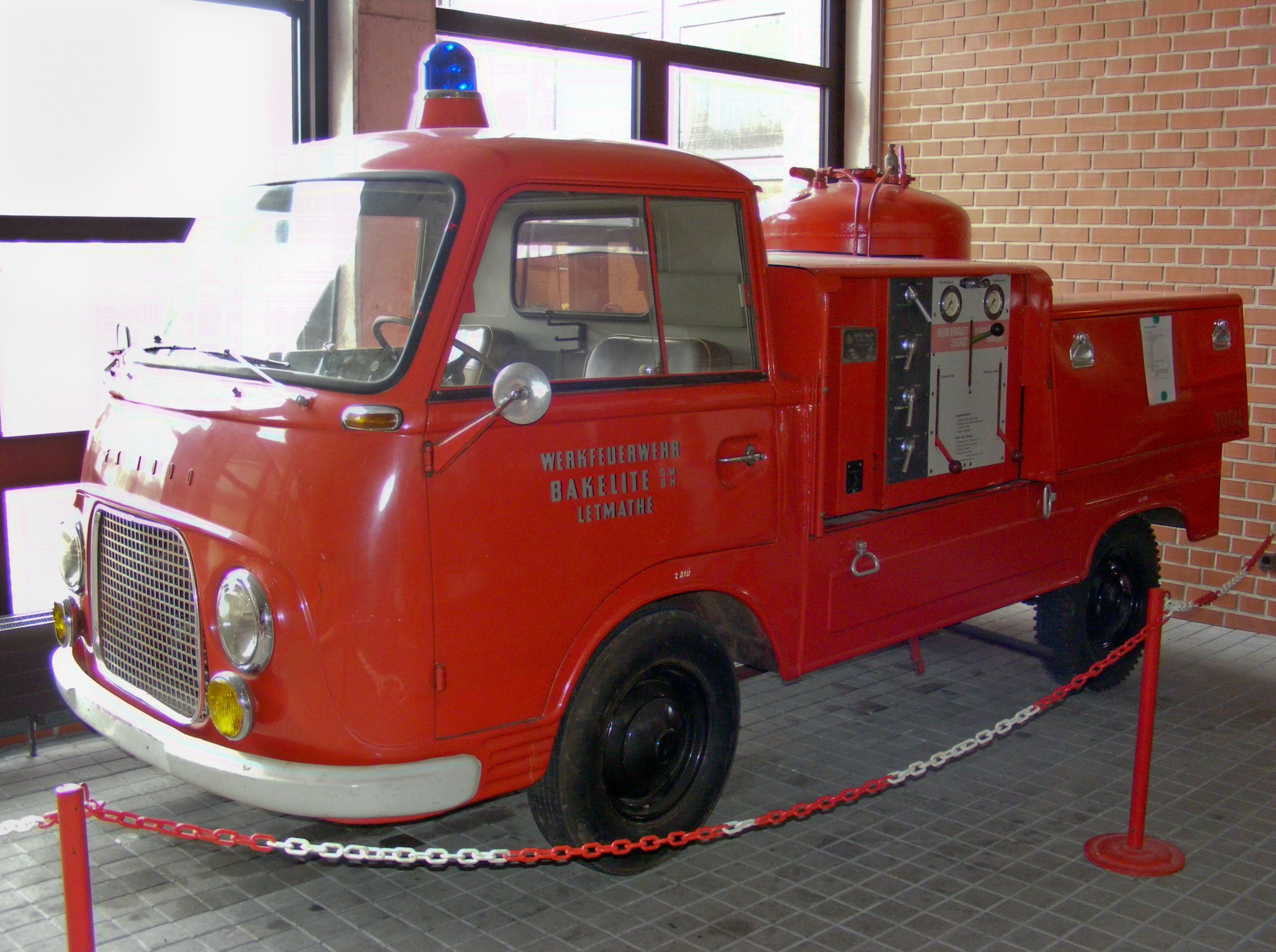
Ford FK 1000 camion de pompier.

Les véhicules utilitaires produits chez Ford-Werke AG étaient commercialisés avec le logo FK, tandis que les voitures particulières produites à partir de 1948 étaient proposées sous le nom de Taunus faisant référence au modèle Ford Taunus G93A produit avant la guerre.
En raison des habitudes européennes continentales, la gamme originale et les désignations des modèles "FK" et Taunus ont muté en véritables marques, chacune avec son propre emblème et différents modèles, comparables aux modèles Mercedes-Benz de Daimler ou aux modèles Opel de General Motors. L'emblème FK se compose de deux ovales légèrement superposés avec le "F" bien connu de l'emblème Ford dans le premier et un "K" de la même police dans le deuxième ovale. L'emblème Taunus représentait en premier la cathédrale de Cologne, de 1953 jusqu'à son abandon en 1967, le drapeau de la ville de Cologne a inspiré l'emblème de la Taunus.
En 1961, Ford a interrompu toute la production de camions en Allemagne et a retiré la marque FK du marché en raison de graves défauts qui ont affecté les moteurs diesel de la série FK, après un effondrement catastrophique des ventes. La camionnette FK.1000/1250, non affectée par ces défauts en raison de sa conception de construction complètement différente, a continué à bien se vendre et a été commercialisée sous la marque "Taunus" avec le nom de modèle Transit en plus des voitures Taunus 12M/15M et 17M. Un programme comparable à Volkswagen, qui proposait ses véhicules VW Beetle, VW 1500 et VW Bus de la même manière sur le marché continental européen. La "nouvelle" fourgonnette "Taunus Transit" était désormais étiquetée avec le nom du modèle Transit (au lieu du logo FK) en grosses lettres chromées et un grand emblème "Taunus" ainsi qu'un petit lettrage Taunus qui était également monté à l'arrière du véhicule. Nouveau, cependant, était un petit logo Ford sous la colonne B à droite.
À partir de 1957, avec le lancement du Ford Thames 400E par Ford Royaume-Uni, la situation a fait que Ford, avec le FK.1000/1250 de Ford Werke AG, était désormais présent sur les marchés d'Europe continentale avec deux produits concurrents. Le Ford Thames 400E britannique était aussi assemblé et amélioré en version conduite à gauche dans les usines de Ford à Copenhague au Danemark, et le FK.1000/1250 allemand était aussi assemblé à Azambuja au Portugal. Les deux produits étaient commercialisés sur les marchés français, espagnol, italien, suisse, Benelux et scandinave. Cela s'est avéré désavantageux et coûteux, surtout après la chute de diverses barrières commerciales au sein de la nouvelle CEE.
Pour cette raison, la concurrence interne et les développements parallèles était une situation très insatisfaisante pour la direction de Ford à Detroit. L'objectif était non seulement de standardiser la production de véhicules (voiture mondiale), mais également de fusionner les structures de l'entreprise en Europe. Sous le diktat de Ford Motor Company, Ford Royaume-UnI et Ford-Werke AG ont lancé le « Redcap-Project » dans le secteur des véhicules utilitaires en 1963, ce qui a conduit au lancement du Ford Transit en 1965, sur une nouvelle plate-forme unifiée.
Deux ans plus tard, en 1967, Ford Royaume-Uni et Ford-Werke AG ont fusionné pour devenir Ford Europe avec le siège social à Cologne, en Allemagne. La marque "Taunus" a été abandonnée. Ford a imposé la standardisation des plates-formes et même le nom des modèles du marché européen sous la seule marque et logo Ford. Après le Ford Transit en 1965, une deuxième plateforme unifiée pour la Ford Escort est lancée en 1967. À partir de 1972, après l'arrêt des Ford Zephyr britannique et Ford Taunus P7 allemande, toutes les plates-formes Ford destinées au marché européen sont unifiées. Depuis 1994, après l'abandon du nom Granada, les noms des modèles sont les mêmes sur tous les marchés européens.